# Canama lacerans
Canama lacerans là một loài nhện trong họ Salticidae.
Loài này thuộc chi Canama. Canama lacerans được Tord Tamerlan Teodor Thorell miêu tả năm 1881.